# 풀 더 핀
Pull the Pin(풀 더 핀)은 독일의 Popcore에서 개발한 모바일 퍼즐 게임이다.
하술할 규칙에 따라 플레이하게 되며, 돌멩이나 막대기의 종류를 바꿀 수 있고 그걸 수집하는 요소도 있다. 또한 스테이지 서너 개를 클리어할 때마다 광고가 한 번씩 뜨고, 약 6달러를 내고 광고가 안 뜨게 할 수도 있다.

## 규칙
- 막대기를 빼내어 모든 돌멩이가 하단에 있는 바구니 속으로 떨어지게 해야 된다.
- 막대기를 조금만 빼내거나 하는 건 없다. 사실 '빼낸다' 보다는 '없앤다' 의 개념에 더 가깝다.
- 돌멩이가 회색인 채로 바구니에 들어가면 실패다. 회색 돌멩이는 반드시 색 있는 돌멩이와 닿게 함으로 색을 입혀야 한다.
- 돌멩이가 바구니가 아닌 바깥으로 떨어져도 실패다.
- 폭탄은 바구니에 들어가거나 돌멩이와 닿으면 실패다. 다른 막대기 위에 떨어지거나 다른 폭탄과 닿게 함으로 폭탄만 사라지게 하거나, 그냥 놔둬야 한다.